# Cơm bụi

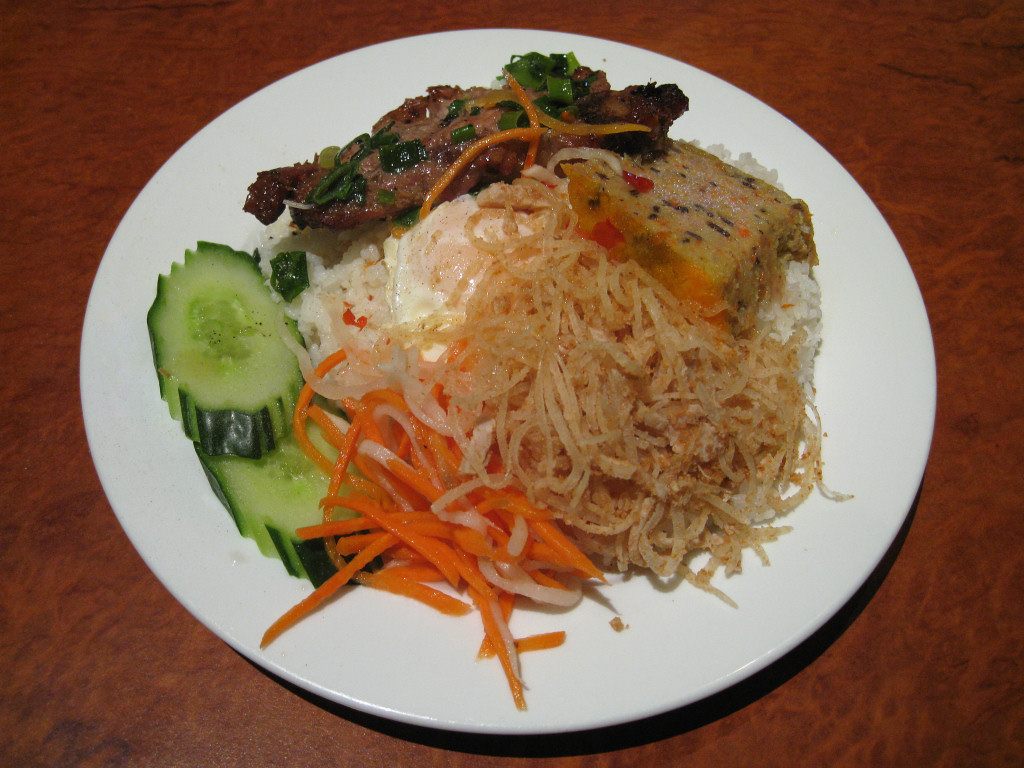
Một đĩa cơm tấm với đầy đủ sườn nướng, bì, chả và trứng ốp-la.

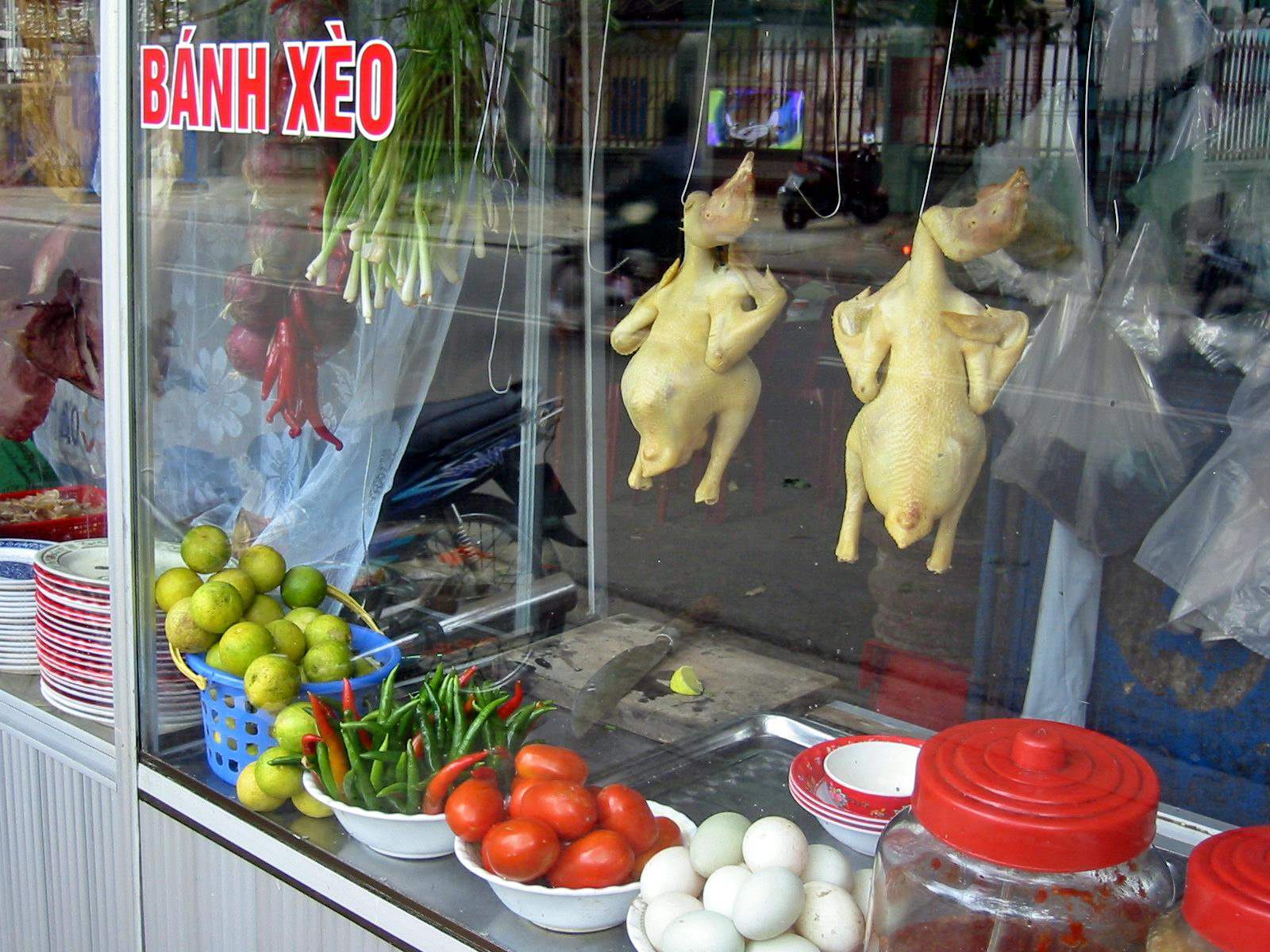
Một tiệm cơm bụi ở Việt Nam.

Cơm bụi hay cơm tiệm, cơm quán, cơm bình dân, cơm giá rẻ là thuật ngữ riêng có và được sử dụng phổ biến ở Việt Nam dùng để miêu tả về những bữa ăn đại trà trong đó món ăn chủ đạo từ cơm được phục vụ tại các quán, tiệm cơm bình dân ở hè phố và có giá cả rẻ hơn so với các nhà hàng, quán ăn, căng tin khác. Cơm bụi hình thành từ lâu đời và là một nét văn hóa của người Việt bình dân. Các quán cơm ở Hà Nội thường gọi theo tên chủ quán hay những đặc điểm khác thường, cơm bình dân là cách gọi theo kiểu miền Nam. Cơm bụi trở thành tên gọi chỉ các quán cơm bình dân từ những năm 1990.
Cơm bụi được bày bán để phục vụ cho đông đảo các đối tượng, tầng lớp nhân dân ở Việt Nam trong đó phục vụ chủ yếu cho các đối tượng có thu nhập thấp hoặc vì công việc nên không thể dùng bữa tại gia đình như: sinh viên, thí sinh khi đi thi, thợ hồ, nhân viên, người lao động, lao công, tài xế, xe ôm, những người xa nhà hoặc có công tác khác...
Các quán ăn cơm bụi có rất nhiều tại Việt Nam, nhất là các thành phố đông dân cư. Cơm bụi nhìn chung đáp ứng được một phần nhu cầu ăn uống của người dân, giá cả lại rẻ tạo nên lợi thế cạnh tranh so với cơm trưa văn phòng. Tuy nhiên vấn đề vệ sinh an toàn thực phẩm của cơm bụi nhìn chung không được bảo đảm, nguy cơ ngộ độc thực phẩm rất cao.

## Lịch sử
Cơm bụi ở Việt Nam hình thành lần đầu tiên ở Miền Bắc Việt Nam, và phát triển gắn với quá trình đô thị hóa dưới thời Pháp thuộc, những hình thức cơm bình dân này ra đời lần đầu tiên ở Hà Nội.

### Thời Phong kiến
Cơm bụi hay cơm bình dân có thể xuất hiện từ thời Phong kiến từ thời nhà Lê đến thời nhà Nguyễn, gắn với việc giao thương, buôn bán, công cán, học tập ở những thành thị, thị tứ ở Miền Bắc. Tương truyền nghề bán cơm ở Tương Mai và có từ thời Lê. Do làng Tương Mai nằm sát đường thiên lý là con đường huyết mạch từ thành Thăng Long vào Nam. Từ trong thành đi về phía nam hay từ phía nam đi vào thành thì quan quân và người dân muốn lai kinh đều nghỉ chân và ăn uống tại đây trước khi đi tiếp. Tương Mai trở thành điểm dừng để nghỉ ngơi, ăn uống vì làng Hoàng Mai bên cạnh là một trong 54 trạm dịch (đổi ngựa và phu để chuyển công văn của triều đình) từ thời Lê, đến thời Nguyễn.
Cùng lúc đó, tại kinh đô Thăng Long từ thế kỷ XVIII đến đầu thế kỷ XX đã tồn tại các hình thức Mơ Cơm mà còn có cả phường bán cơm bên cạnh Văn Miếu - Quốc Tử Giám – Địa điểm thi của cả nước để phục vụ cho nhu cầu ăn uống của các sĩ tử khi diễn ra các kỳ thi hoặc ngày thường, học trò các trường ở Thăng Long cũng hay đến đây học và chơi, những Nho sinh các tỉnh về khấn bái mong muốn đỗ đạt, nghe bình văn.... Cuối thế kỷ XIX, khi Hà Nội vẫn là tỉnh tổ chức các kỳ thi Hương, sĩ tử hằng ngày ăn cơm hàng phố Hàng Buồm, các quán cơm đã ra đời tại khu vực này để đáp ứng nhu cầu. Dười thời vua Tự Đức vì có nhiều quán cơm nên có một khu phố lấy tên là phố Hàng Cơm đó là phố Văn Miếu ngày nay. Vào năm 1908, chính quyền đã biến Văn Miếu - Quốc Tử Giám thành nơi chứa những người bị bệnh dịch hạch nên không ai dám đến đây và từ đó phố Hàng Cơm đã bị xóa sổ.

### Thời Pháp thuộc
Vào thời kỳ Pháp thuộc, xã hội Việt Nam có rất nhiều thay đổi như quá trình đô thị hóa, xây cất phố xá tăng lên nhanh chóng do đó cần nhiều lao động từ đó phát sinh nhu cầu cung cấp dịch vụ cơm bình dân cho các đối tượng chủ yếu là bán cho phu xe, đám hát xẩm, người khiêng vác thuê trong chợ. Nhiều người vào phố mở quán và một trong những quán cơm đã đi vào lịch sử Việt Nam là quán cơm Nhiêu Sáu (tên bà là Nguyễn Thị Ba) ở số 20 phố Cửa Nam. Lúc này, cùng với quán cháo lòng, phở, bún... Hà Nội xuất hiện nhiều quán cơm đầu ghế bán cho lao động nhập cư gọi là cơm đầu ghế do các quán bình dân xưa đều dùng ghế băng, phu kéo xe tay, dân bán hàng rong, kẻ chờ việc... ngồi ăn ở đầu ghế vì ngồi ở chỗ đó dễ quan sát ai có nhu cầu đi xe, người tìm thợ. Nếu ai có nhu cầu, lập tức họ dễ dàng đứng lên lao ra hỏi han. Gọi cơm đầu ghế là vì thế, ăn cũng không yên. Cơm đầu ghế dành cho người nghèo nên chủ quán chỉ nấu loại gạo rẻ tiền nhưng có quán chuyên nấu bằng tấm do thời kỳ đó tấm chỉ để nấu cám lợn, không ai ăn vì tấm rẻ hơn gạo. Sau này, Chính quyền thuộc Pháp không cho phép bán hàng rong và cơm ở khu phố Pháp nên quán cơm tập trung nhiều ở khu phố cổ.
Trong phóng sự Cơm thầy cơm cô đăng trên Hà Nội báo năm 1936 của Vũ Trọng Phụng có một đoạn mô tả về ở phố Hàng Chiếu, nơi có chợ đưa người dân lao động các tỉnh chờ việc, cứ sáng ra đứng ở vỉa hè, ai có việc gì thì qua đấy tìm người làm, chị em mới sinh con nhưng không giữ được chờ người đến thử sữa.... các quán cơm ở đây không chỉ bán cho dân tứ xứ. Phóng sự mô tả:
Tôi không cần nói rõ hàng cơm nào, ở phố nào làm gì. Các ngài chỉ cần biết rằng một hàng cơm như nghìn vạn hàng cơm khác, nghĩa là khi ta mới bước chân vào thì bổn phận ta là lập tức thấy buồn nôn buồn ọe. Nó là mùi cá mè, mùi thịt trâu, thịt lợn thiu, mùi lòng lợn, lòng bò, mùi me chua, mùi dưa khú... Thôi thì đủ một trăm nghìn thứ mùi khó chịu mà lạ nhất là nó không hề bận đến hai lỗ mũi của bà chủ luôn luôn nắm trong tay cái quạt nan, cởi trần trùng trục và thỉnh thoảng lại cao hứng vén quần lên đến bẹn mà gãi sồn sột, tự nhiên như đàn ông.
Từ một quán cơm, Vũ Trọng Phụng đã vẽ nên bộ mặt xã hội Hà Nội thời Pháp thuộc với đủ thứ tha hóa, nhố nhăng. Cũng năm 1936, Hà Nội báo đăng án mạng liên quan đến cơm đầu ghế. Quán cơm bà Béo ở gần Bến xe ô tô Kim Liên (nay là phố Nguyễn Quyền).
Cùng với cơm đầu ghế, tại Hà Nội xuất hiện những quán cơm với đủ các món dân dã, nấu rất khéo đã thay đổi thói quen ăn cơm nhà của không ít gia đình. Trong những năm 1940, nổi tiếng nhất có quán cơm ở phố Đồng Nhân với canh cua, cà pháo, canh thịt nấu sấu, tép rang mỡ hành... bữa tối còn có cả khách đi ô tô. Quán tồn tại đến năm 1954 thì chủ quán di cư vào Nam, gây dựng thương hiệu Cơm Đồng Nhân ở Sài Gòn.

### Thời bao cấp
Khi Việt Nam bước vào thời kỳ bao cấp, ở Miền Bắc Việt Nam, vào năm 1960, các cửa hàng ăn uống mậu dịch quốc doanh ra đời thì các quán cơm đầu gánh cũng bị xóa bỏ. Cửa hàng ăn uống bán đủ thứ phục vụ tối đa cho những người ăn nhưng chất lượng và số lượng không như mong muốn, lúc này vào những năm 60 của thế kỷ trước dân các tỉnh cũng trở về quê khá nhiều nhưng vẫn còn không ít người ở lại Hà Nội đạp xích lô hay buôn thúng bán mẹt, do các quán cơm quốc doanh và chế độ tem phiếu không đáp ứng đủ nhu cầu cho nên có hiện tượng bán cơm chui như ở Ga Hàng Cỏ, Bến Nứa, Bến xe Kim Liên, nếu bị công an bắt họ bê thúng trốn vào nhà vệ sinh công cộng. Một số người cơm và thức ăn cho cả vào một bát nhưng sau công an bắt đưa vào đồn, tịch thu hết đồ đạc và phải viết bản kiểm điểm nên họ bỏ nghề. Cùng lúc này những khó khăn về kinh tế dẫn đến vấn đề thiếu gạo, Nhà nước chuyển sang bán một phần trong tiêu chuẩn lương thực là bột mì (sau năm 1975 là bo bo), năm 1973 còn phải ăn bánh mì do đó hình thức cơm bụi đã không có chỗ đứng (không có gạo để nấu cơm ăn).

### Thời kỳ đổi mới
Nhà nước Việt Nam thực hiện công cuộc đổi mới từ năm 1986, đến hết quý IV năm 1988, Nhà nước bỏ hẳn chế độ gạo cung cấp và tem phiếu. Sang năm 1989, khi nhà nước thực hiện chính sách giải thể hàng loạt doanh nghiệp quốc doanh làm ăn thua lỗ, công nhân không có việc làm nên để mưu sinh, họ phải lao ra đường kiếm sống. Do không còn cửa hàng ăn uống, nhiều người mở quán bán cơm bình dân và từ đó kể từ sau hơn 30 năm cơm mậu dịch, cơm bình dân xuất hiện trở lại theo đúng quy luật thị trường.
Khác với cơm đầu ghế trước năm 1954, cơm bình dân thời kỳ này không chỉ dân lao động ngoại tỉnh ăn mà phục vụ cho cả cán bộ, công nhân viên vì giờ làm việc của đối tượng này đã thay đổi, giờ nghỉ trưa còn có 1 tiếng thay vì 2 tiếng như trước kia. Cơm bình dân là cách gọi của người miền Nam đã thể hiện đúng bản chất của kiểu quán cơm này. Dân giã lại gọi là cơm bụi. Báo Người Hà Nội số Tết Giáp Tuất 1994 đăng bài thơ Cơm bụi ca của Nguyễn Duy. Ngày nay, Cơm bụi ở Việt Nam cũng như bánh mì kẹp ở phương Tây là dịch vụ rất phổ biến trong một xã hội với nhịp sống công nghiệp và lối sống hối hả.

## Thực đơn

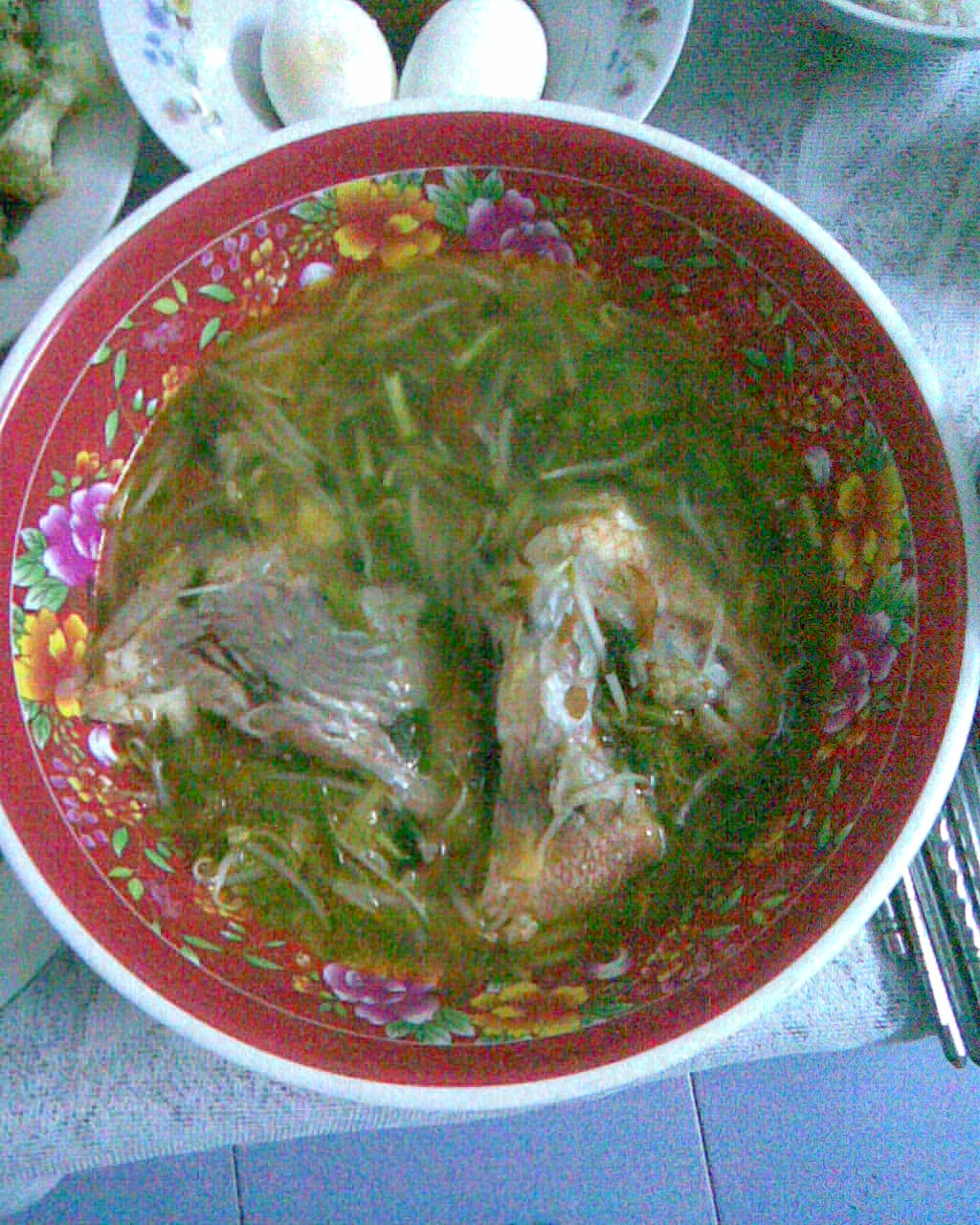
Cá diêu hồng nấu canh chua.

Thực đơn của các quán cơm bụi rất đa dạng và phong phú, thường thì một quán cơm hay có phong cách pha trộn các món ăn từ Bắc đến Nam để có những món ăn ngon và rẻ nhất có thể. Các quán cơm bụi tại Việt Nam thường phục vụ nhiều món cùng lúc. Các tiệm cơm phục vụ thực khách theo dạng cơm phần hoặc theo món, một số thực khách có thể mua cơm hộp. Nói chung, món ăn chủ đạo vẫn là cơm và các món ăn chủ yếu là món mặn (một số quán cũng có bán đồ chay). Vào bữa ăn sáng, các quán thường phục vụ cơm tấm và món ăn chung thường là sườn nướng chan mỡ hành, thịt hun khói, trứng ốp la, chả trứng hoặc các món nhẹ khác. Một số quán cơm thường buổi sáng bên cạnh cơm sườn còn bán thêm các món bún, mì, cháo (cháo lòng hoặc cháo bò....). Thức uống thì có sữa đậu nành.
Đến bữa ăn trưa và bữa ăn tối là những bữa cơm chính và có rất đông thực khách đến ăn, uống nên nhiều món ăn đa dạng, phong phú được dọn lên, hoặc có trong khẩu phần ăn của mỗi người. Thông thường thực đơn sẽ bao gồm một dĩa cơm và một phần thức ăn theo lựa chọn, một chén canh (thường là canh rất lỏng chủ yếu là nước), một dĩa rau xào và một rổ rau sống đây là những món ăn phụ thêm và thức uống là trà đá miễn phí. Ngoài ra một số tiệm cơm có thể phục vụ thêm các trái cây tráng miệng (thông dụng là chuối tiêu vì loại chuối này to và rẻ) hoặc các phần cơm thêm, một số quán có tính tiền những món trên.
Món ăn chính là những thức ăn đa dạng luôn được bày sẵn để thực khách lựa chọn. Các món thịt như thịt heo, thịt gà, thị bò là chính trong đó thịt heo luôn được chế biến thành nhiều món khác nhau từ những bộ phận khác nhau, thịt gà cũng là món hết sức phổ biến (đa số thịt gà đều là thịt gà công nghiệp hay gà tam hoàng vì loại gà này có khối lượng lớn và giá cả rẻ) các món có thể kể đến như thịt luộc chắm mắm tôm, thịt heo quay, xíu mại, sườn nướng. Món cá cũng là những món ăn thông dụng, nhất là những loài cá phổ biến và giá rẻ như cá bạc má, cá nục, cá trích, cá hường, cá hú, cá diêu hồng, có thể kể đến một số món như cá hú kho, canh chua cá diêu hồng, canh chua cá hú..., cá hường chiên sả ớt. Ngoài ra các món từ động vật khác như hến, ốc bươu cũng phổ biến vì nguyên liệu này thông dụng và giá cả rẻ.
Về thực vật có nhiều món rau cải, chủ yếu là xào, luộc, đậu phụ cũng là nguyên lịệu để chế biến nhiều món ăn (như đậu hũ nhồi thịt, đậu hũ rán...) Các thực khách khi đến ăn trễ và các món ăn đã gần hết thì có thể yêu cầu chủ quán dọn món cơm với trứng ốp la hoặc lựa chọn món mì xào theo yêu cầu...

## Vệ sinh an toàn thực phẩm
Có nhiều cảnh báo về nguy cơ ngộ độc thực phẩm cũng như các bệnh khác khi ăn cơm bụi, xuất phát từ việc nhiều quán cơm mất vệ sinh an toàn thực phẩm trong khâu chế biến, phục vụ, điều kiện của quán ăn. Quy trình chế biến tại các quán cơm bụi hoàn toàn không thể kiểm soát và rất mất vệ sinh gây ra nhiều ẩn họa khôn lường. Khi chứng kiến quy trình chế biến cơm bụi thì thật sự hãi hùng, nhiều nguyên liệu chọn làm cơm đều là những nguyên liệu ôi thiu, thu gom từ chợ chiều, đã biến chất điều này đặc biệt nguy hiểm khi rơi vào mùa dịch bệnh, thậm chí một số tiệm cơm không đảm bảo yêu cầu về phòng chống cháy nổ gây ra hậu quả.
Theo một số báo chí, các hàng quán cố định, hàng quán vỉa hè, người bán rong... có 20% thực phẩm được chế biến từ nơi khác mang đến và trong số 54,5% thực phẩm được chế biến tại chỗ có đến 24% được để trên nền đất chế biến. Qua xét nghiệm của ngành Y tế với các mẫu thực phẩm chín ăn ngay, nhóm thực phẩm bún - mì - phở đều có nhiễm coliform (48,3%) và E.Coli (28,4%), chẳng hạn, thịt chín ăn ngay có 31,7% nhiễm coliform và 25% nhiễm E.Coli. hơn 50% người tiêu dùng hàng ngày luôn đối diện với các bệnh truyền qua thực phẩm và có nguy cơ ngộ độc bất kỳ lúc nào Cũng theo một số liệu khảo sát của ngành Y tế, chỉ có 91,1% hàng quán có đủ nước sạch, 95,2% có kẹp gắp thức ăn, 84,8% có tủ... và chỉ có 56,5% người chế biến, kinh doanh có đi khám sức khỏe, 62,5% có tạp dề, 33,4% có khẩu trang. Tình trạng cơm bụi mất vệ sinh diễn ra thường xuyên nhưng các cơ quan quản lý nhà nước bất lực trước hiện tượng này, một mặt do số lượng quán cơm mọc lên rất nhiều do nhu cầu, mặt khác lực lượng quản lý cũng không thể đủ để đáp ứng công việc.
Ngoài ra, một thực tế hiện nay là khi vào ăn cơm bụi thì khách hàng thường kêu cơm thêm nhất là các đối tượng là người lao động, công nhân, sinh viên có sức ăn khỏe, điều này dẫn đến tình trạng là các quán cơm không kịp nấu chín để phục vụ cho thực khách đồng thời với nhiều quán cơm thực hiện chính sách không tính tiền cơm thêm có thể bớt lãi đi do đó để tăng lợi nhuận, nhiều quán cơm đã sử dụng hóa chất để làm trương cơm.
Nhiều quán cơm hiện nay sử dụng một gói bột hóa chất các hàng cơm bụi đã có thể làm cho 10 kg gạo thành cơm nở bung trắng đều, hạt to mẩy tương đương như khi nấu 20 kg gạo thông thường mà không mất nhiều công. Chỉ cần ngâm 15–20 kg gạo chung với 1 muỗng canh nhỏ loại bột này rồi đem hấp khoảng 1 tiếng, gạo sẽ nở bung, cho lượng cơm nhiều gấp đôi so với bình thường. Loại bột này còn có tác dụng làm cơm chín rất nhanh. Do đó đa phần các hàng cơm bụi đều cho thoải mái khi khách ăn muốn lấy thêm cơm. Khách có đông đến mấy, cũng chỉ một tiếng đồng hồ sau là quán đã kịp nấu nồi cơm trắng tròn mẩy. Tuy nhiên cơm hơi sống và ăn sượng, không dẻo như bình thường.
Loại bột này giá một gói khoảng 8.000 đồng (năm 2013), Loại này chỉ bán cho người quen hoặc có khách hỏi mới đưa chứ không bán đại trà, vỏ gói bột ghi hầu hết bằng tiếng nước ngoài, không có nhãn mác hay hạn sử dụng. Dân trong nghề gọi bột này là bột nở, có tác dụng làm thịt nhỏ to ra gấp đôi, hạt gạo ngâm đem hấp lên to ra gấp 2,3 lần.